# 18505 Caravelli
18505 Caravelli è un asteroide della fascia principale. Scoperto nel 1996, presenta un'orbita caratterizzata da un semiasse maggiore pari a 2,2375355 UA e da un'eccentricità di 0,1260106, inclinata di 4,17418° rispetto all'eclittica.